# Плас де Фет (станция метро)
Пляс-де-Фет (фр. Place des Fêtes — пересадочный узел линий 7bis и 11 Парижского метрополитена. Располагается преимущественно в XIX округе Парижа, а также в квартале Бельвиль XX округа. По состоянию на 2017 год является одной из самых глубоких станций Парижского метрополитена с глубиной 22,45 метра. 

## История
- Первым открылся зал линии 7bis. Это произошло 18 января 1911 года в качестве ответвления линии 7 (Луи Блан — Пре-Сен-Жерве), вычлененного в самостоятельную линию 3 декабря 1967 года. Зал линии 11 открылся 28 апреля 1935 года в составе её первого пускового участка (Шатле — Порт-де-Лила).
- Пассажиропоток по станции по входу в 2012 году, по данным RATP, составил 3 363 842 человек[3]. В 2013 году этот показатель снизился до 3 321 050 пассажиров (159 место по уровню входного пассажиропотока в Парижском метро)[4]

## Галерея

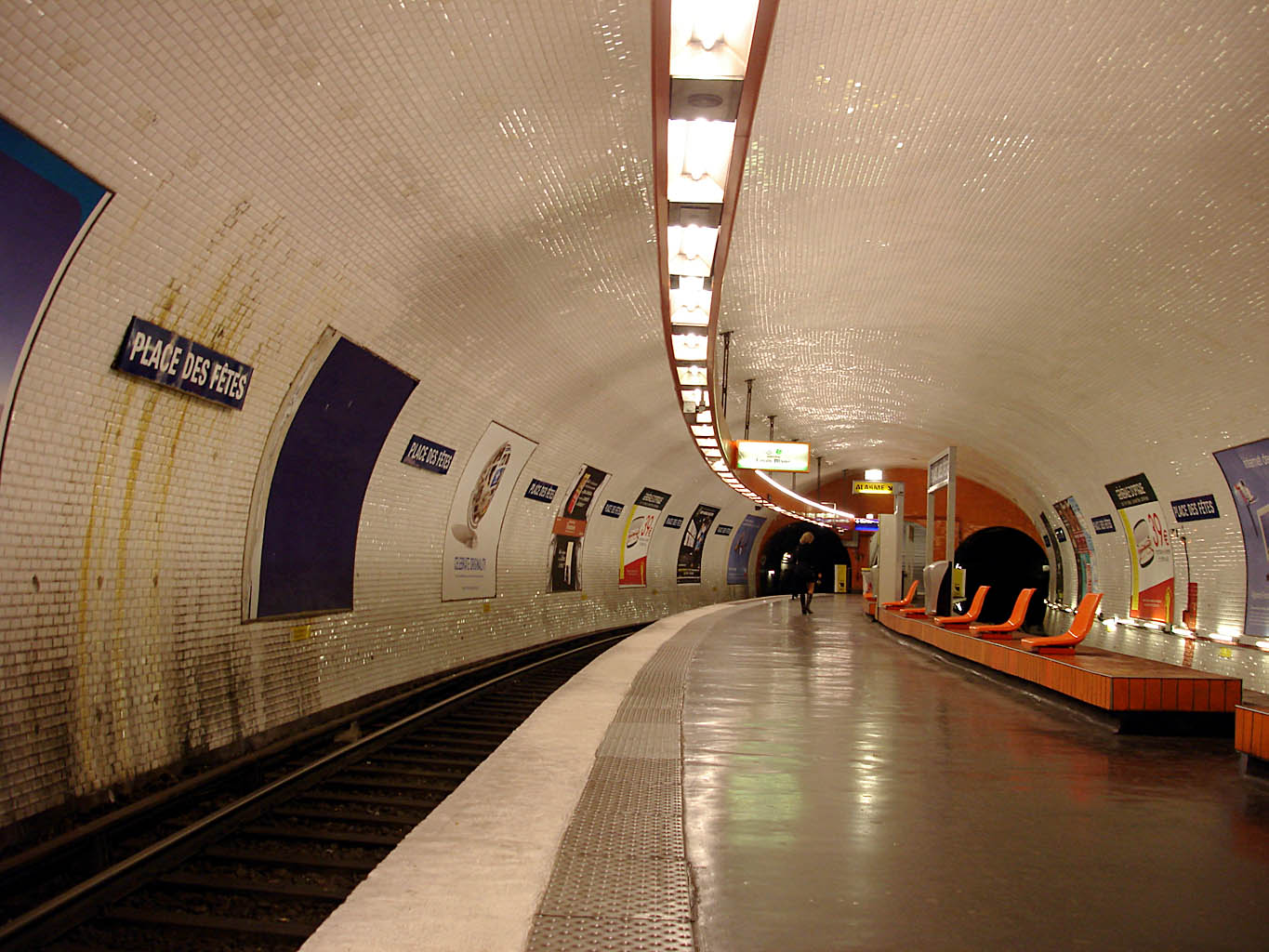
Платформа линии 7bis
- Состав модели MF 88 в зале линии 7bis
- Состав модели MP 59 в зале линии 11

## Путевое развитие
На станции линии 7bis находится раздвоение однопутной закольцовки на два станционных пути, между которыми расположена островная платформа. На перегоне Пляс-де-Фет — Пре-Сен-Жерве той же линии находится стрелка, от которой ответвляется не используемый в пассажирском сообщении путь «вуа де Фет». Он используется для перегона составов линии на техническое обслуживание в ателье де Сен-Фаржо.